# Heinz Pehlke
Heinz Pehlke (* 8. Oktober 1922 in Berlin; † 12. März 2002 ebenda) war ein deutscher Kameramann.

## Leben

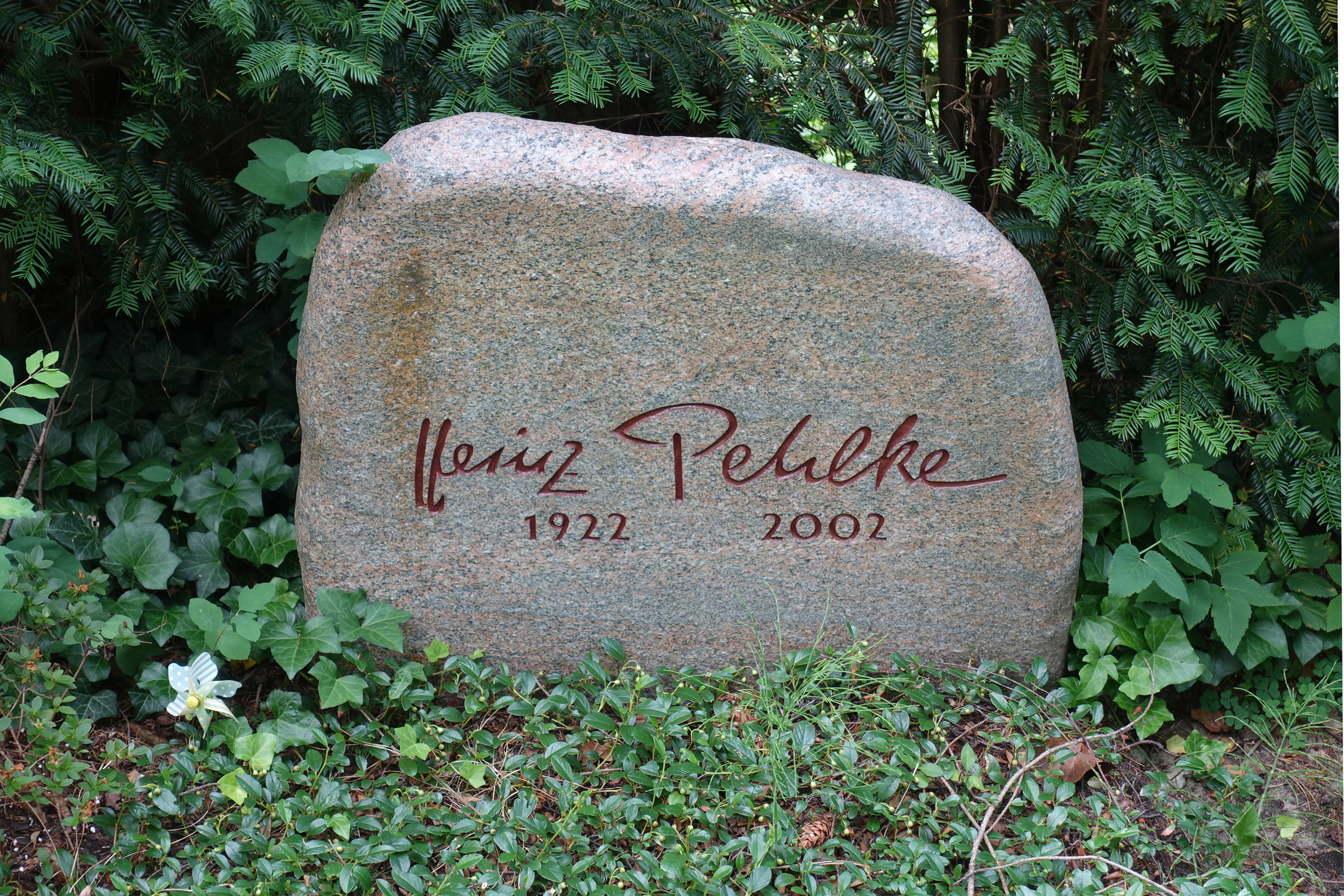
Grab von Heinz Pehlke

Der Sohn des Kaufmanns Friedrich Wilhelm Pehlke und seiner Ehefrau Elisabeth geb. Knaack geriet während seiner Ausbildungszeit an der Schule für graphisches Gewerbe in Berlin zufällig im Urlaub in Kontakt mit den Dreharbeiten zu Käutners Film Kitty und die Weltkonferenz: Eine erste Begeisterung für die Filmarbeit erwachte in ihm.
Noch als 19-Jähriger wurde er von der Firma Döring-Film-Werke am Lehrter Bahnhof in Berlin als Volontär übernommen, 1944 von der Ufa. So wirkte er als „Schärfenassistent“ an Veit Harlans Propagandafilm Kolberg (1943/44) mit und 1944 als Kameraassistent Igor Oberbergs an Käutners Unter den Brücken. Ab 1949 war Pehlke als selbständiger Kameramann im deutschen Spielfilm tätig. Häufig arbeitete er auch für das Fernsehen.
Heinz Pehlke starb im März 2002 im Alter von 79 Jahren in Berlin. Sein Grab befindet sich auf dem landeseigenen Friedhof Heerstraße in Berlin-Westend (Grablage: 5-G-24/25).

## Filmographie
- 1952: Ich heiße Niki
- 1956: Die Halbstarken
- 1957: Die Zürcher Verlobung
- 1957: Tolle Nacht
- 1957: Monpti
- 1957: Italienreise – Liebe inbegriffen
- 1958: Der Schinderhannes
- 1959: Freddy, die Gitarre und das Meer
- 1959: Das Totenschiff
- 1959: Freddy unter fremden Sternen
- 1960: Der rote Kreis
- 1960: Die Fastnachtsbeichte
- 1960: Freddy und die Melodie der Nacht
- 1960: Ich fand Julia Harrington (TV)
- 1960: Weit ist der Weg
- 1961: Schwarzer Kies
- 1961: Das letzte Kapitel
- 1962: Jeder stirbt für sich allein (TV)
- 1962: Das Vergnügen, anständig zu werden (TV)
- 1962: Das Feuerschiff
- 1963: Heimweh nach St. Pauli
- 1964: Lausbubengeschichten
- 1964: Freddy, Tiere, Sensationen
- 1964: Die schwedische Jungfrau
- 1965: An der Donau, wenn der Wein blüht
- 1966: Die Hölle von Macao
- 1967: Eine etwas sonderbare Dame (TV)
- 1969: Das ausschweifende Leben des Marquis de Sade (De Sade)
- 1969: Meine Schwiegersöhne und ich (TV-Serie)
- 1969: Königin einer Nacht (TV)
- 1970: Oswalt Kolle: Dein Mann, das unbekannte Wesen
- 1970: Oswalt Kolle: Dein Kind, das unbekannte Wesen
- 1972: Der Zarewitsch (TV)
- 1973: Der Graf von Luxemburg (TV)
- 1974: Das Land des Lächelns (TV)
- 1978: Alcaptar
- 1979: Rund um die Uhr (TV-Serie)
- 1980: Drei Damen vom Grill (TV-Serie)
- 1984: Nessie – das verrückteste Monster der Welt
- 1984: Das doppelte Pensum
- 1989: Reise ohne Wiederkehr

## Auszeichnungen
- 1994 Deutscher Kamerapreis „Ehrenkameramann“